# Stone (serie televisiva)
Stone è una serie televisiva statunitense in 9 episodi regolari (più un pilot) trasmessi per la prima volta nel corso di una sola stagione nel 1980.

## Trama
Daniel Ellis Stone è un sergente di polizia che ha scritto diversi romanzi best seller sulla base delle sue esperienze. Il suo superiore è Paulton, un tempo suo mentore, non felice dell'attività di scrittore di Stone.

## Personaggi
- detective sergente Daniel Stone (9 episodi, 1980), interpretato da	Dennis Weaver.
- capitano Paulton (9 episodi, 1980), interpretato da	Pat Hingle.
- detective Buck Rogers (9 episodi, 1980), interpretato da	Robby Weaver (figlio dell'attore Dennis Weaver), collega di Stone.
- Vandis (4 episodi, 1980), interpretato da	Eddie Barth.
- Murray Weinstock (3 episodi, 1980), interpretato da	Joby Baker.
- Cobb (2 episodi, 1980), interpretato da	Antony Carbone.
- Jill Stone (2 episodi, 1980), interpretata da	Nancy McKeon, la figlia di Stone.
- Britt (2 episodi, 1980), interpretata da	Barbara Rhoades.

## Produzione
La serie fu prodotta da Gerry Productions, Stephen J. Cannell Productions e Universal TV e girata negli studios della Universal a Universal City in California. Tra i registi della serie sono accreditati Corey Allen, Winrich Kolbe e Stephen J. Cannell, che figura anche come produttore esecutivo e sceneggiatore. L'episodio pilota fu trasmesso il 26 agosto 1979, il primo episodio regolare andò in onda  l'anno dopo, il 14 gennaio 1980.

## Distribuzione
La serie fu trasmessa negli Stati Uniti nel 1980 sulla rete televisiva ABC. 
In Italia è stata trasmessa con il titolo Stone.
Alcune delle uscite internazionali sono state:
- negli Stati Uniti il 14 gennaio 1980 (Stone)
- in Svezia (Daniel Stone - kändisdeckare)
- in Italia (Stone)

## Episodi
| Stagione       | Episodi       | Prima TV USA |
| -------------- | ------------- | ------------ |
| Prima stagione | 9 (+ 1 pilot) | 1980         |